# Maison presbytérale de l'église Notre-Dame du Finistère
La maison presbytérale de l'église Notre-Dame du Finistère (ou sacristie de l'église Notre-Dame du Finistère) est un édifice de style néo-baroque construit en 1872-1874 à Bruxelles en Belgique par l'architecte Constant Almain de Hase, à la suite des travaux de voûtement de la Senne et de la création des « boulevards du Centre ».
Cet immeuble à la remarquable décoration sculptée a remporté le huitième prix du concours d'architecture organisé par la Ville de Bruxelles en 1872-1876.

## Localisation
L'immeuble se dresse au no 55 du boulevard Adolphe Max, à l'arrière de l'église Notre-Dame du Finistère dont l'entrée donne sur la rue Neuve.
Il se situe dans un quartier très riche en immeubles éclectiques, comme la Maison des chats de l'architecte Henri Beyaert (premier prix au même concours), l'Immeuble « Le Printemps » (quatrième prix, architecte Adolphe Vanderheggen), la Maison Thonet (Bruxelles) (septième prix, architecte Félix Laureys), le Café Métropole (treizième prix, architecte Gédéon Bordiau) ainsi que le Passage du Nord (architecte Henri Rieck).

## Historique

### Voûtement de la Senne et création des boulevards du Centre

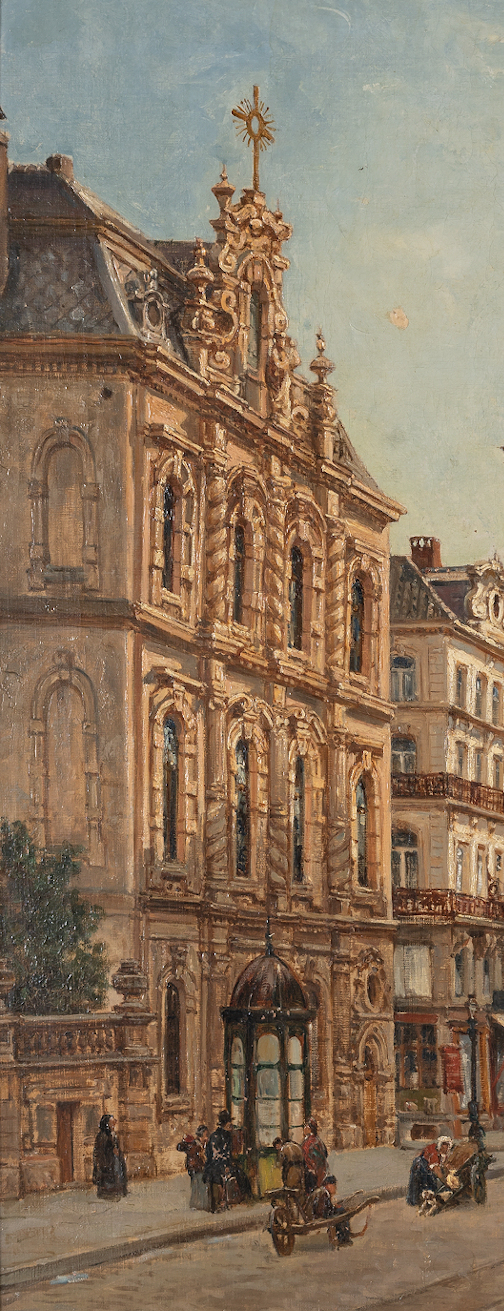
Le presbytère vers 1880, peinture de Gustave Walckiers.

Décrite, au XVIIIe siècle encore, comme une rivière au « cours utile et agréable », la Senne n'est plus, au siècle suivant, qu'un « dépotoir, non seulement des industries groupées sur ses bords, mais de toutes les maisons riveraines ».
En 1865, le roi Léopold II, s'adressant au jeune bourgmestre de Bruxelles Jules Anspach, formule le vœu que Bruxelles « réussira à se débarrasser de ce cloaque qu'on appelle la Senne » avant la fin de son règne.
En octobre 1865, le conseil communal de la ville de Bruxelles adopte un projet établi par l'architecte Léon Suys qui vise à supprimer les bras secondaires de la rivière, à rectifier le cours sinueux de son bras principal et à le voûter entre la gare du Midi et le nord de la ville.
C'est ainsi qu'apparaissent les « boulevards du Centre »  (nommés initialement boulevard du Hainaut, Central, du Nord et de la Senne et renommés ultérieurement boulevard Lemonnier, Anspach, Max et Jacqmain).

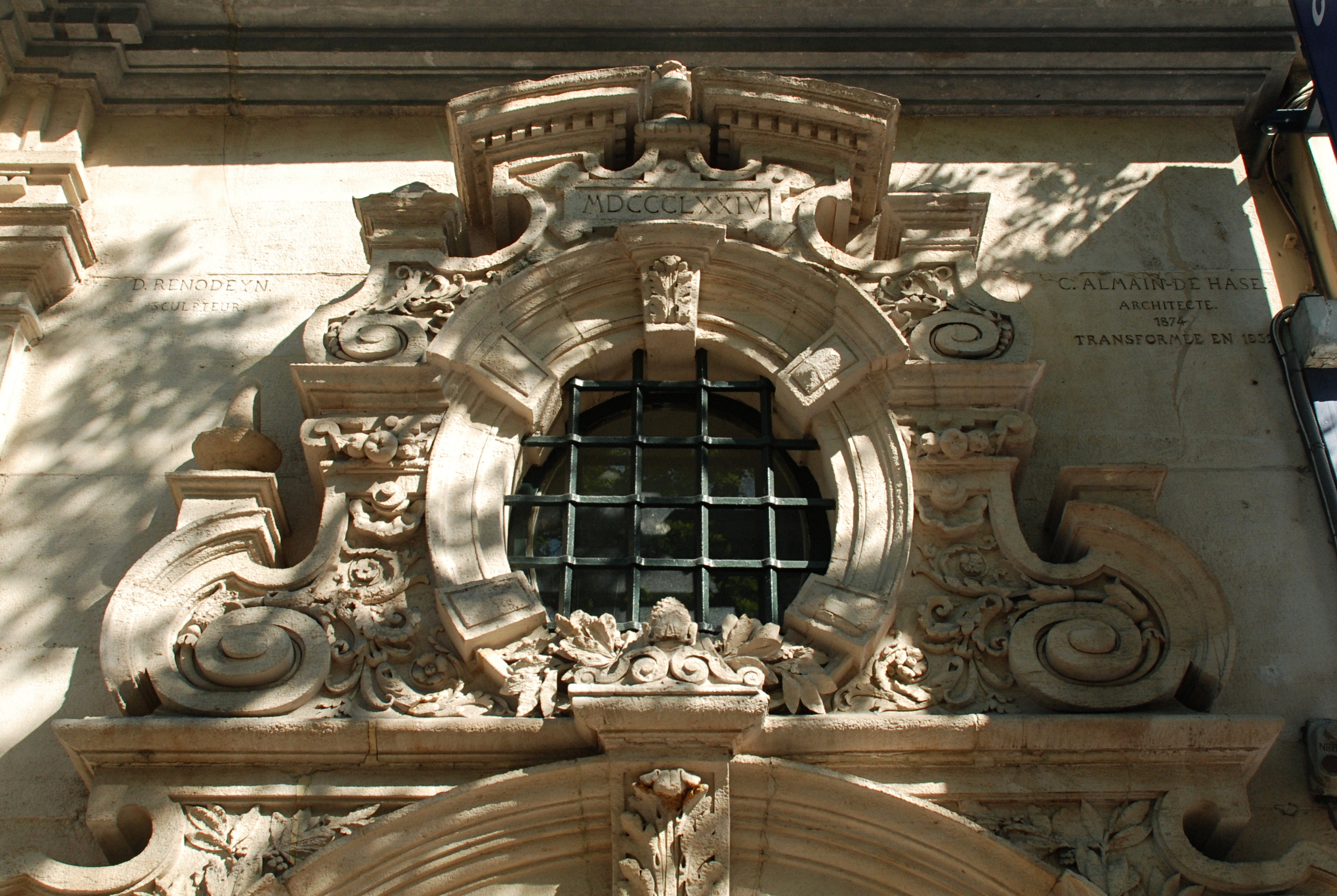
Fronton couronnant le portail.

### Concours d'architecture 1872-1876 et 1876-1878
Afin de stimuler la reconstruction aux abords de ces boulevards, la Ville de Bruxelles organise deux concours d'architecture pour les périodes 1872-1876 et 1876-1878, en laissant la plus grande liberté aux architectes : au contraire de Paris, aucune unité de style n'est recherchée ni imposée et la composition monumentale sera de facto éclectique tout au long de cette immense perspective.
C'est dans le cadre du concours de façades 1872-1876 que l'architecte Constant Almain de Hase construit la maison presbytérale de l'église Notre-Dame du Finistère vers 1872-1874,,<.
Cet immeuble néo-baroque obtient le huitième prix du concours organisé par la Ville en 1872-1876,,.

## Transformations
L'immeuble est transformé en 1931-1932 sur base de plan établis par l'architecte J. De Ligne en 1930 :
- le rez-de-chaussée est éventré à mi-hauteur pour le commerce[2] ;
- les étages de l'immeuble sont altérés par le percement de hautes baies vitrées[1] ;

Quant au couronnement, il est démoli en 1944 : l'ancienne toiture à la Mansart ornée d'une grande lucarne à volutes de style baroque et de petites lucarnes en œil-de-bœuf est remplacée par un niveau d'attique sous toiture.

## Architecture
La maison présente le long du boulevard une façade de trois niveaux et quatre travées richement décorée par le sculpteur D. Renodeyn, édifiée en pierre de taille assemblée en grand appareil et inspirée du style baroque flamand.

### Rez-de-chaussée et portail
Le rez-de-chaussée, rythmé par des colonnes cannelées et percé de baies à piédroits harpés et à arc surbaissé, présente un magnifique portail néo-baroque sculpté par D. Renodeyn dont les piédroits richement ornés supportent un arc cintré mouluré, décoré d'une clé d'arc à feuilles d'acanthe et de deux claveaux à pointe-de-diamant. 
Le portail est encadré de cariatides à tête de roi et de reine, dont les pieds reposent sur les volutes disposés à côté des piédroits. L'arc cintré supporte un fronton à volutes orné de feuillages, percé en son centre d'un oculus mouluré et surmonté d'un petit cartouche rectangulaire affichant l'année de construction de l'édifice en chiffres romains (MDCCCLXXIV). Ce fronton est surmonté d'un petit larmier brisé à frise de denticules, qui enserre un minuscule pot à feu.

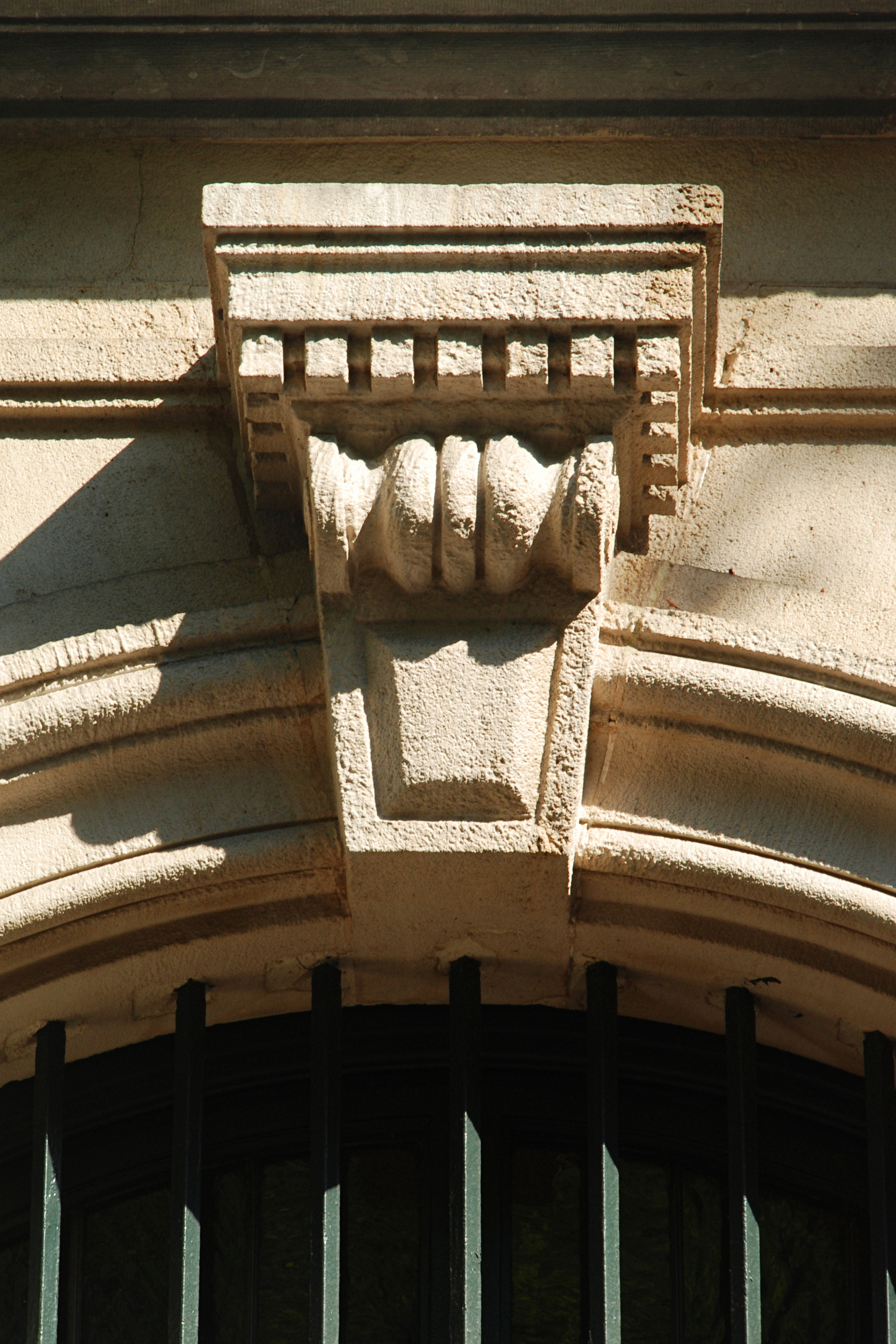
Clé d'arc de fenêtre.
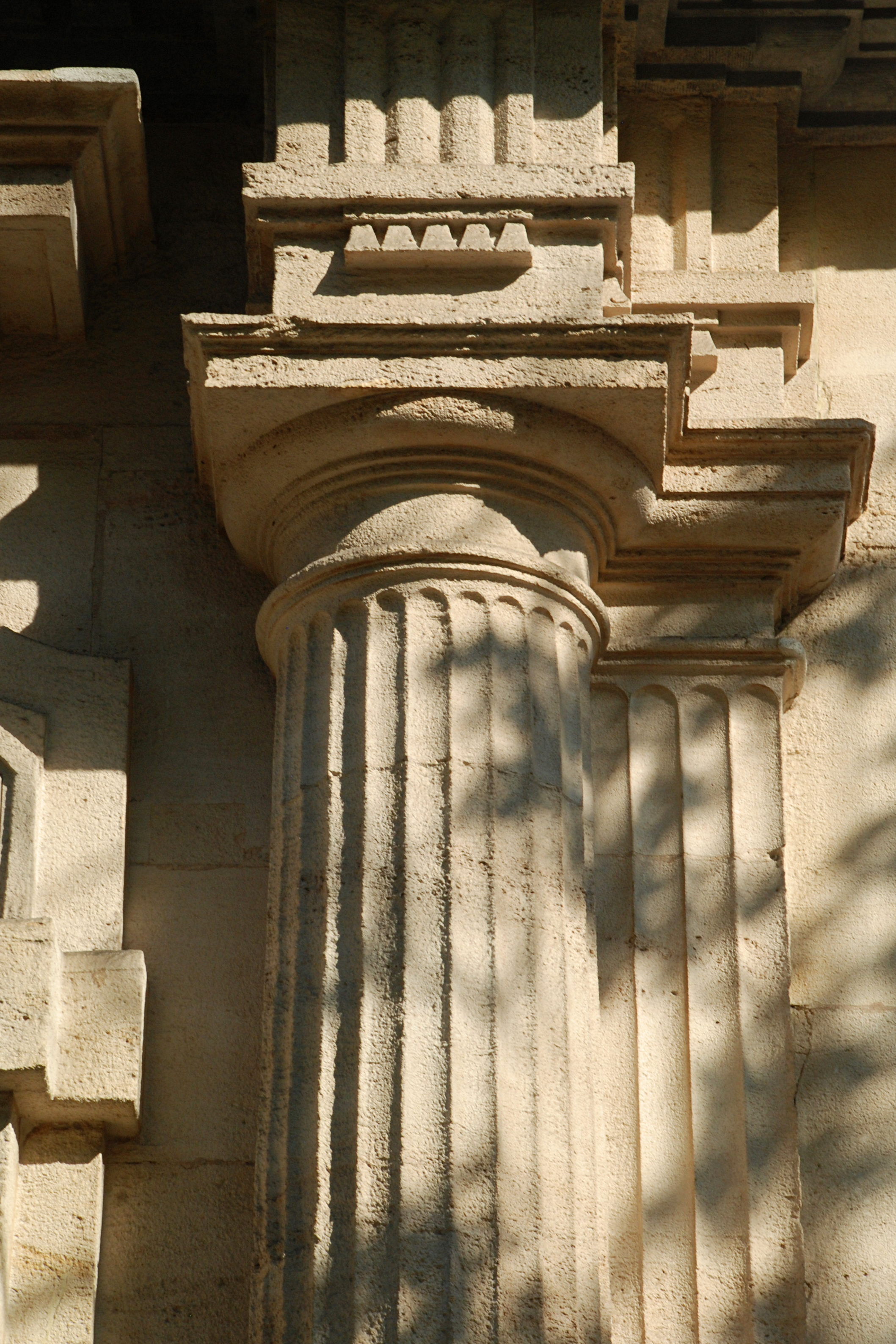
Colonne cannelée.
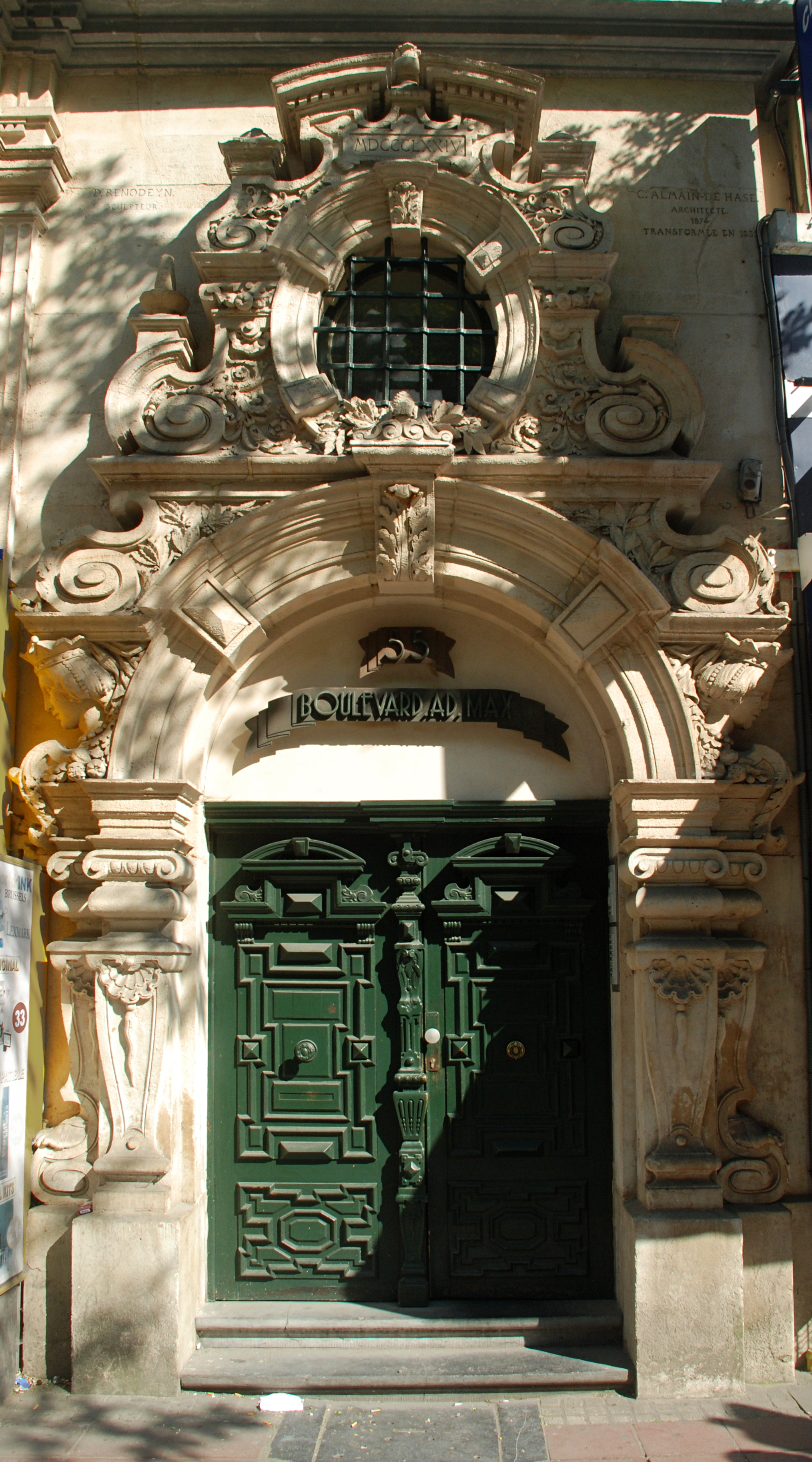
Portail néo-baroque.
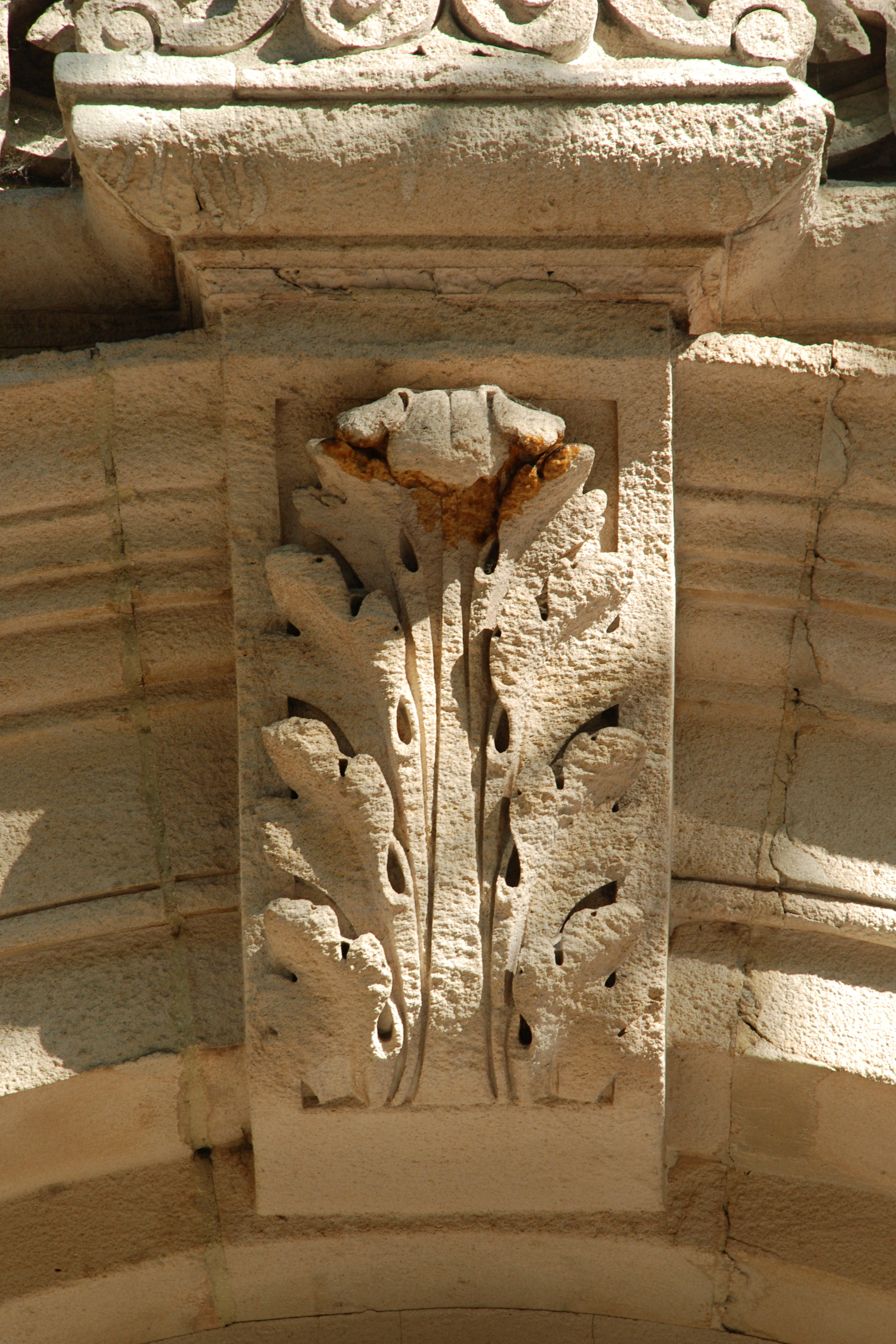
Clé d'arc du portail.
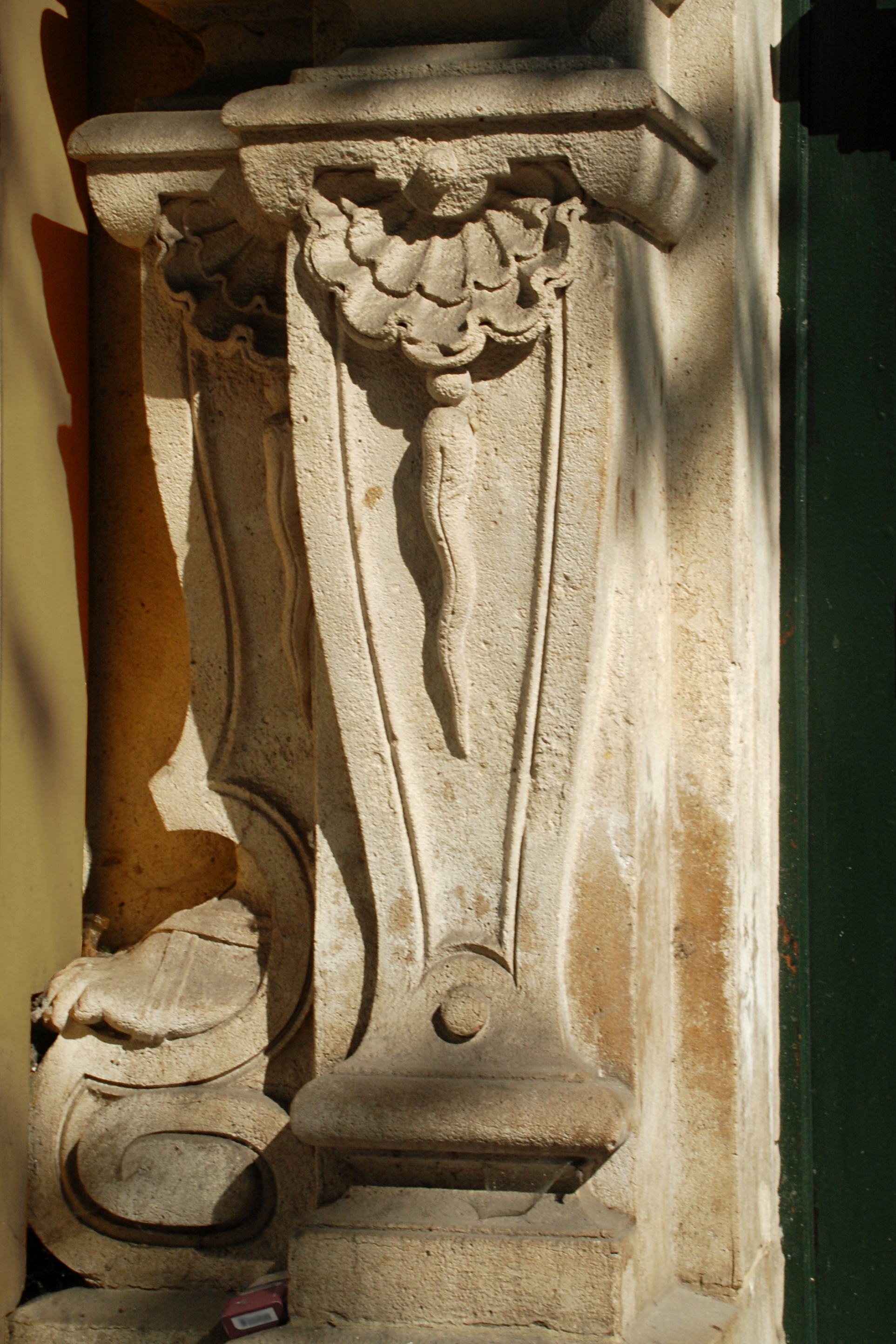
Piédroit.

### Étages
La maison présentait initialement deux étages séparés par un puissant cordon de pierre, comme le montrent les photographies anciennes.
La transformation effectuée en 1931-1932 par l'architecte J. De Ligne a supprimé ce cordon de pierre et a réuni les fenêtres verticalement par un vitrage et un encadrement continu, « transformant les ordres superposés en une sorte d'ordre colossal,  rendant étrangement vertical le sens de la composition » selon Pierre Loze.
Chaque travée présente maintenant une très haute baie vitrée formée de trois (et non deux) fenêtres superposées réunies par de hauts piédroits moulurés comptant chacun sept harpes, et sommée d'un arc cintré décoré d'une clé d'arc à pointe-de-diamant et de deux claveaux en forte saillie.
Les espaces entre ces hautes baies sont ornés de colonnes superposées : au « premier étage » des colonnes hybrides , mi-torses et mi-cannelées, supportent un entablement duquel s'élancent les colonnes torses ornées de feuillage du « deuxième étage ».
La façade se termine par une puissante corniche ornée d'une frise de denticules.
La façade latérale nord est percée de trois hautes baies similaires, dont deux aveugles, surmontées d'une fine frise de denticules.
À l'angle de la façade ouest et de la façade nord se dresse une statue de la Vierge à l'Enfant.
|  |  |  |

## Accessibilité
| ___ | Ce site est desservi par les stations de métro : De Brouckère et Rogier. |